# Siphocampylus albiguttur
Siphocampylus albiguttur är en klockväxtart som beskrevs av Mcvaugh. Siphocampylus albiguttur ingår i släktet Siphocampylus och familjen klockväxter.
Artens utbredningsområde är Panamá. Inga underarter finns listade i Catalogue of Life.